# Bernd Kortmann
Bernd Kortmann (* 22. März 1960 in Kaltenkirchen/Holstein) ist ein deutscher Anglist und Sprachwissenschaftler.

## Werdegang
Nach der Promotion 1989 an der Universität Hannover und der Habilitation 1994 an der Freien Universität Berlin wurde Kortmann 1995 Professor für Englische Sprachwissenschaft an der Universität Freiburg.
Er war von 1997 bis 1999 und von 2010 bis 2014 Dekan der Philologischen Fakultät der Universität Freiburg. Zudem war er von 2004 bis 2014 Direktor des Graduiertenprogramms Master of European Linguistics (jetzt: Linguistics). Seit 2003 ist er Vorstandsvorsitzender des Sprachlehrzentrums der Universität Freiburg (SLI) und Vorstandsmitglied des Hermann Paul Centre of Linguistics. Von April 2008 bis September 2009 war er Senior Research Fellow an der School of Language and Literature des Freiburg Institute for Advanced Studies (FRIAS). Im Dezember 2013 wurde er zum Direktor für die Geistes- und Sozialwissenschaften des FRIAS ernannt. Von Juli 2015 bis September 2022 fungierte er als Direktoriumssprecher des FRIAS.
Von 1996 bis 1999 war er Sekretär der Deutschen Gesellschaft für Sprachwissenschaft. 2014 wurde er in die Academia Europaea gewählt. Im selben Jahr wurde er Ehrendoktor der Universität Ostfinnland.

## Wissenschaftliche Schwerpunkte
Er hat zu Themen wie Semantik, Grammatikalisierung, Typologie, Sprachgeschichte und englischer Grammatik geforscht und publiziert, darunter das zweibändige Nachschlagewerk A Handbook of Varieties of English, den digitalen World Atlas of Varieties of English (open access), über 90 Artikel und Rezensionen und vieles mehr. Zu seinen Forschungsthemen gehören Sprachtypologie, Korpuslinguistik sowie Varietäten des Englischen auf den britischen Inseln.

## Veröffentlichungen (Auswahl)
- Free Adjuncts and Absolutes in English: Problems of Control and Interpretation. Routledge, London / New York 1991.
- Adverbial Subordination: A Typology and History of Adverbial Subordinators Based on European Languages. Mouton de Gruyter, Berlin / New York 1997.
- (Mitherausgeber, Autor von Beiträgen): A Handbook of Varieties of English (2 Bände). de Gruyter, Berlin / New York 2004.
- (Mitherausgeber): A Comparative Grammar of British English Dialects: Agreement, Gender, Relative Clauses. de Gruyter, Berlin / New York 2005.
- English Linguistics: Essentials. Cornelsen, Berlin 2005, ISBN 3-464-31162-7 (überarbeitete und erweiterte Version der deutschen Version von 1999, ISBN 3-464-00626-3).

Ferner ist Kortmann Mitherausgeber der Reihe Topics in English Linguistics.